# استفانو لاینی
استفانو لاینی (انگلیسی: Stefano Layeni؛ زادهٔ ۱۰ مارس ۱۹۸۲) بازیکن فوتبال اهل ایتالیا است.
از باشگاه‌هایی که در آن بازی کرده‌است می‌توان به باشگاه فوتبال کومو، باشگاه فوتبال ونتزیا، و باشگاه فوتبال بنونتو اشاره کرد.